# Pinanga purpurea
Pinanga purpurea là loài thực vật có hoa thuộc họ Arecaceae. Loài này được Hendra mô tả khoa học đầu tiên năm 2002.

## Hình ảnh

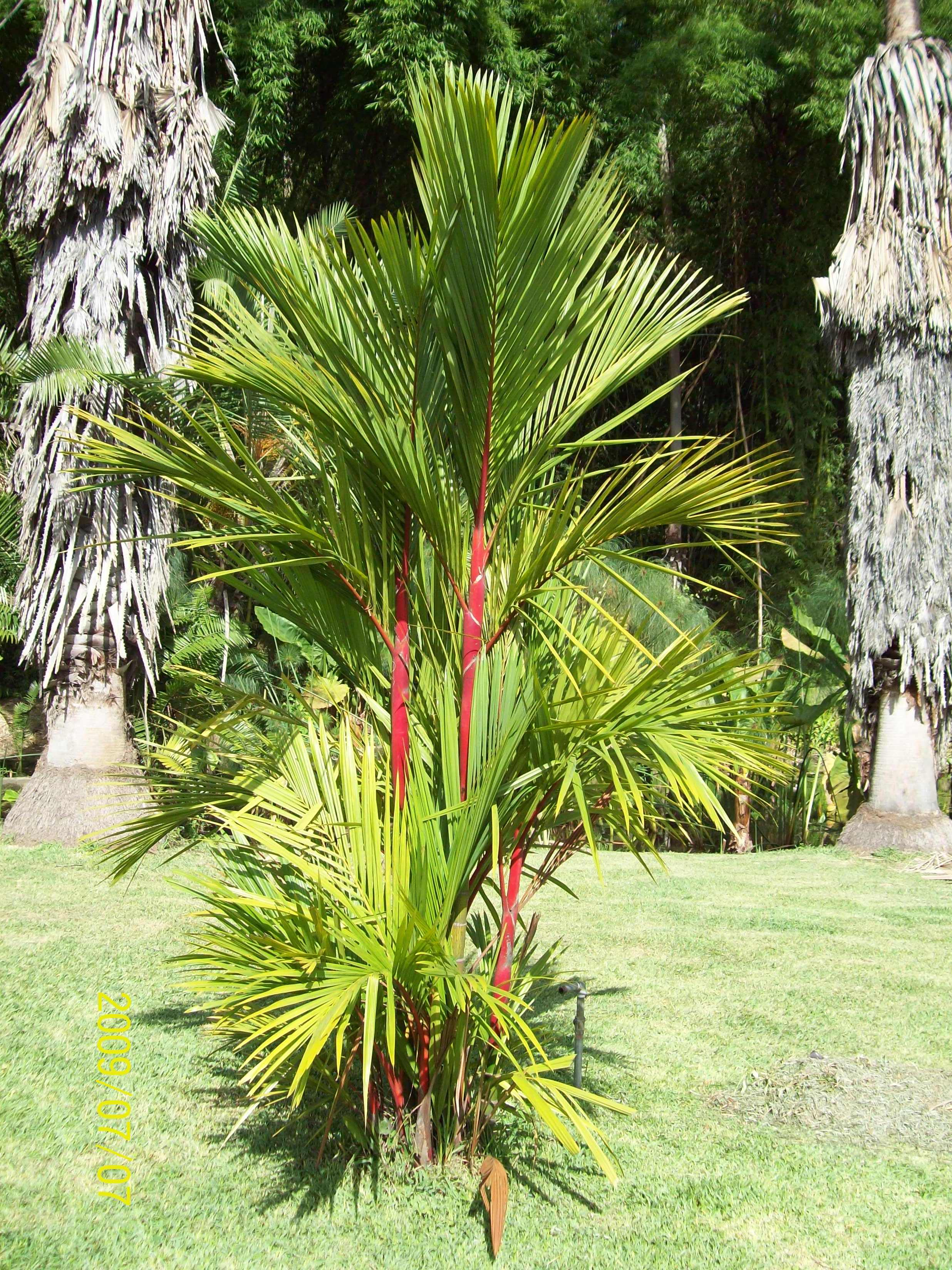